# Poblado de Zonzamas
El poblado de Zonzamas es un yacimiento arqueológico de la cultura prehispánica de los majos, situado entre la Caldera de Zonzamas y la Montaña de Maneje, en los términos municipales de Teguise, Arrecife y San Bartolomé, en Lanzarote, España. Es monumento histórico-artístico y arqueológico, de carácter nacional, desde 27 de abril de 1979, y BIC desde de 7 de septiembre de 2000.

## Toponimia
El nombre Zonzamas o Sonsamas se aplica a diferentes accidentes geográficos de la zona y se corresponde con el rey majo de Lanzarote en la época en que el vizcaíno Ruiz de Avendaño visitó la isla hacia 1377, al cual se atribuye la construcción de este poblado, de manera que la llamada "Cueva o palacio de Zonzamas" sería su residencia real. Esto último se documenta en la crónica de Le Canarien y se da por hecho que en dicha construcción vivió el último rey de la isla, Guadarfía.

## Historia
Cuando se iniciaron las excavaciones del yacimiento en 1973, solo era visible la estructura del "Palacio de Zonzamas", mientras que el resto de edificaciones se encontraban colmatadas por sedimentos y cenizas de la erupción de 1730 de Timanfaya.
Las dataciones cronológicas realizadas hasta ahora sitúan su construcción en el siglo V, estando ocupado hasta el siglo VIII, cuando es abandonado. En el siglo XII hay una reocupación, que construye sobre lo que había quedado tapado por sedimentos. Al menos hasta el siglo XVIII había construcciones no sepultadas que estaban en uso, se supone que su abandono definitivo ocurre en 1731 tras la gran erupción que sufrió la isla de 1730 a 1736. No obstante hay testimonios que aseguran que estuvo habitada hasta bien entrado el siglo XX.

## Hallazgos relevantes
La mayoría de las construcciones se corresponden con el tipo de casa de los majos, las llamadas casas hondas por ser semisubterráneas, En ellas han aparecido una gran cantidad de restos de cerámica a mano, así como huesos de cabra o conchas de lapas. Una de las piezas más interesantes halladas en el poblado es el ídolo de Zonzamas, figura antropomorfa sedente, para algunos autores puede ser una obra "importada", traída por navegantes fenicios, y que vendría a ser la representación de la diosa egipcia Teuris.
Las edificaciones más importantes son:
Muralla ciclópea
El denominado Palacio de Zonzamas se encuentra rodeado por una muralla de aspecto ciclópeo, ya que algunas de las piedras pesan entre 1300 y 1800 kg, rodeando una cueva natural.
Queseras

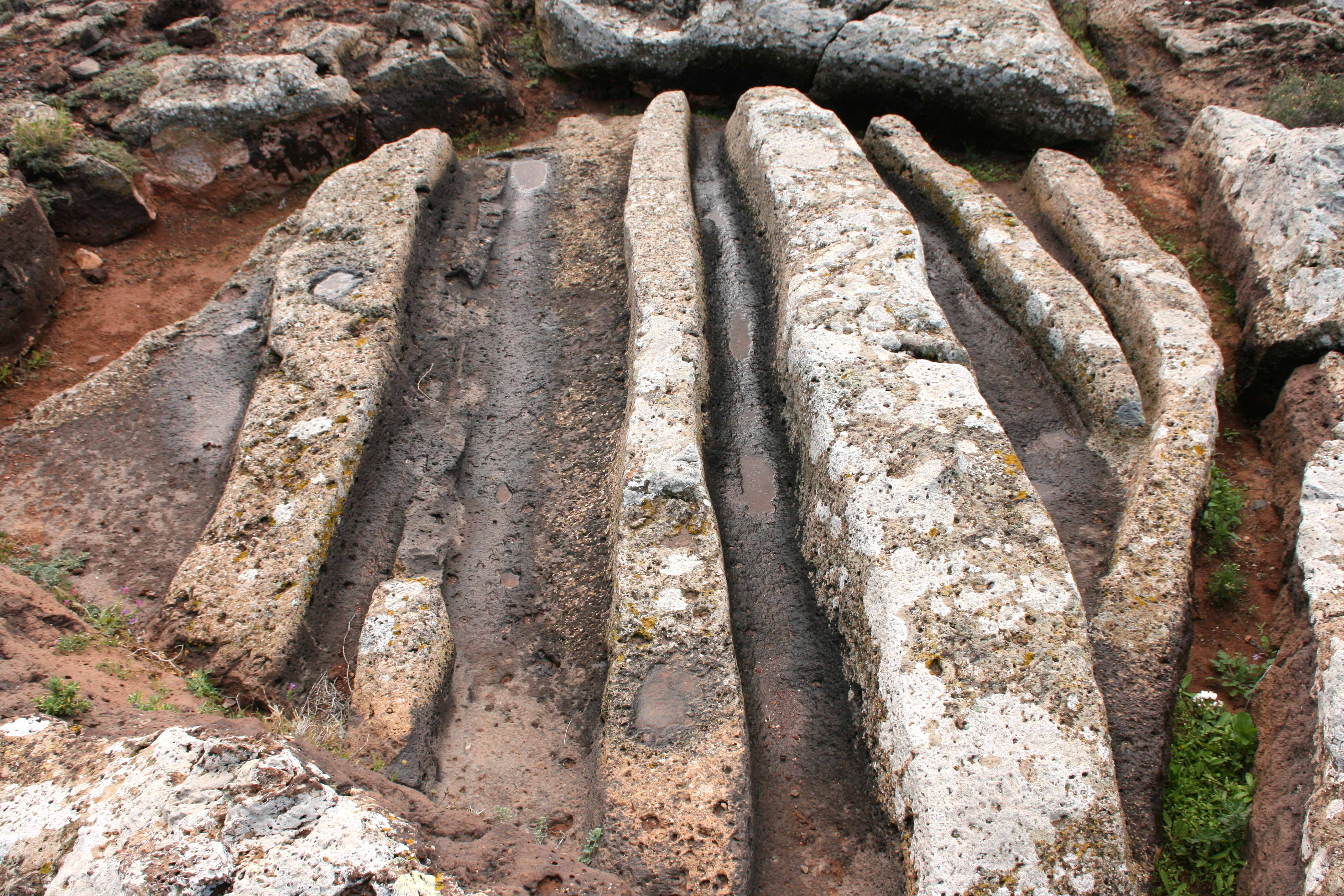
Quesera de Zonzamas.

Las queseras consisten en canales longitudinales y paralelos labrados en grandes bloques basálticos. Las interpretaciones que se le han dado son varias: como lugares donde se practicaban ritos religiosos, o donde se realizaban actividades cotidianas como la molienda o, simplemente, como construcciones para la captación y almacenamiento de agua.
La quesera de Zonzamas alcanza los 3,90 metros de diámetro, donde se disponen cinco canales orientados al noroeste y una prolongación de un metro en el sector oriental. Todos los canales son ciegos por ambos extremos. Es, probablemente, la mejor conservada de la isla.